# John Adair (szenátor)
John Adair(Chester megye, 1757. január 9. – Harrodsburg, 1840. május 18/19.) az Amerikai Egyesült Államok szenátora (Kentucky, 1805–1806). Ő volt Kentucky állam nyolcadik kormányzója, az államot mind a képviselőházban, mind a szenátusban képviselte.